# Robert Paul (Leichtathlet)
Robert Jean Paul (* 20. April 1910 in Biganos; † 15. Dezember 1998 in Pessac) war ein französischer Weitspringer und Sprinter.
1934 wurde er bei den Leichtathletik-Europameisterschaften in Turin Vierter im Weitsprung und gewann mit der französischen Mannschaft Silber in der 4-mal-400-Meter-Staffel. Über 100 m erreichte er das Halbfinale.
Bei den Olympischen Spielen 1936 in Berlin wurde er Achter im Weitsprung. Über 100 m und in der 4-mal-100-Meter-Staffel schied er im Vorlauf aus.
Sechsmal wurde er Französischer Meister im Weitsprung (1931–1936), dreimal über 100 m (1934–1936), zweimal im Dreisprung (1937, 1938) und einmal über 200 m (1933). 1934 und 1935 wurde er Englischer Meister im Weitsprung.

## Persönliche Bestleistungen
- 100 m: 10,6 s, 1933
- Weitsprung: 7,70 m, 4. August 1935, Colombes